# 鄭滅鄶之戰
鄭滅鄶之戰是發生於周幽王死後二年，鄭國滅亡鄶國的戰爭。

## 桓公問策史伯
根據《國語·鄭語》，西周周幽王九年，時為司徒的鄭桓公有感於周王室動蕩不安，害怕禍及己身，向史伯詢問「逃死」之策。
史伯向鄭桓公分析當時天下形勢，提議鄭桓公向濟、洛、河、潁四水之間發展。這一帶的國家以東虢國和鄶國較爲强大，但鄶仲和虢叔恃其地勢險固，驕慢而貪圖利益。桓公可以藉著王室動蕩的名義，向兩國寄放子女和財物，兩國必然答應；等到周王室動亂傾覆後，兩國必然會背叛桓公，桓公便可以憑藉成周的人馬，打出奉辭伐罪的旗號，定能將兩國攻滅，就有了立足之地。
鄭桓公聽了之後非常高興，將子女財物寄放給東方的東虢、鄶二國，在這一帶的十邑都取得了寄居的土地。

## 用計滅鄶
兩年後，周幽王被申國、繒國和西戎的聯軍擊敗身亡，鄭桓公隨即離開周地準備滅亡鄶與東虢。周幽王死後第二年、或晉文侯二年，鄭桓公出兵滅鄶。桓公滅鄶的兵力，《清華簡·鄭文公問太伯》說只有七輛戰車、步兵三十人，但從《國語》中史伯的建言來看，桓公可能利用了司徒的職務之便動用了成周的軍隊。
鄶國滅亡的原因，在《國語》中，富辰歸咎於叔妘的婚姻讓外人得利而離棄了親族。《公羊傳》也說鄭國原來居於留地（今河南偃師南，後來為劉國），鄭國國君與鄶國國君交好，和鄶君夫人通姦，趁機滅了鄶國，並將鄭國遷至鄶國故地。《韓非子》則說鄭桓公先打聽了鄶國所有豪傑、賢臣的名字，挑選鄶國的良田送給他們，為他們擬製官爵名號，在城門之外建造壇場將這些名單埋起來，灑上雞和豬血，好似做了會盟。鄶國國君以為將有內亂，而將這些賢臣全部殺掉，桓公得以襲取鄶國。
到了班固《漢書》、鄭玄《毛詩箋》等東漢文獻之後，才出現了鄭武公滅鄶的看法。